# Ulrich Wille (fils)
Pour Ulrich Wille, général de l'armée suisse durant la Première Guerre mondiale, voir Ulrich Wille.
Pour les articles homonymes, voir Wille.
Ulrich Sigmund Robert Georges Wille, né le 12 octobre 1877 à Thoune et mort le 14 février 1959 à Meilen, est un officier supérieur de l'armée suisse. Il était le fils d'Ulrich Wille (1848-1925), général de l'armée suisse durant la Première Guerre mondiale.  

## Biographie
Après avoir étudié le droit et obtenu un doctorat, il commença une carrière militaire et devint officier instructeur dans l'armée suisse. En 1931, il était chef d’arme de l'infanterie et, depuis 1933, commandant en chef. Il était le fils du général suisse Ulrich Wille et, comme son père, il était considéré comme germanophile pendant la Première Guerre mondiale.
Dès 1918 il entretint des relations avec des politiciens nationalistes allemands dont Rudolf Hess, qui est alors invité chaque semaine à déjeuner dans la villa familiale. Il accueillit Adolf Hitler en 1923 dans sa villa. En effet, Ulrich Wille était un des organisateurs de sa visite à Zurich, destinée une collecte de fonds qui réunit 30 000 francs suisses provenant d'industriels suisses,. Ces fonds financèrent notamment le Putsch de la Brasserie,.
Il fut commandant de corps et chef de l'instruction au début de la Seconde Guerre mondiale et s'opposa au général Guisan. Il fut démis de ses fonctions en 1942,.
Il était membre fondateur de Pro Juventute dont il assura la présidence dès sa fondation en 1912.